# Cytheropteron paralatissimum
Cytheropteron paralatissimum är en kräftdjursart som beskrevs av Joseph Swain 1963. Cytheropteron paralatissimum ingår i släktet Cytheropteron och familjen Cytheruridae. Inga underarter finns listade i Catalogue of Life.